# WWE Draft (2004)
WWE Draft 2004 fue la primera edición del Draft, evento especial en el que se intercambian superestrellas de RAW y SmackDown!. Cabe destacar que Mr. McMahon anunció que después del Draft se podían intercambiar superestrellas entre ambas marcas si lo deseaban. En esta edición del Draft se pusieron en juego 3 campeonatos, el Campeonato de la WWE, el Campeonato Mundial Peso Pesado de la WWE y el Campeonato Mundial en Parejas de la WWE.

## Resultados
- Chris Jericho derrotó a René Duprée.
  - Jericho cubrió a Duprée después de una "Running Enzuigiri".
  - Después de la lucha, "Stone Cold" Steve Austin le aplicó una "Stone Cold Stunner" a Duprée.
  - Esta lucha no estaba pactada, pero Duprée la pidió como su última lucha en RAW.
- Kane derrotó a Rico.
  - Kane cubrió a Rico después de un "Chokeslam".
- Christian (con Trish Stratus) derrotó a Spike Dudley.
  - Christian cubrió a Dudley después de un "Killswitch".
- Evolution (Ric Flair & Batista) derrotaron a Booker T & Rob Van Dam ganando el Campeonato Mundial en Parejas de la WWE.
  - Batista cubrió a Booker T después de un "Batista Bomb".
- Chris Benoit derrotó a Rhyno reteniendo el Campeonato Mundial Peso Pesado de la WWE.
  - Benoit forzó a Rhyno a rendirse con un "Crippler Crossface".
  - Esta lucha no estaba pactada, pero Eric Bischoff la pactó entre el luchador que fuera transferido a RAW y Benoit.
- Eddie Guerrero derrotó a Triple H por descalificación reteniendo el Campeonato de la WWE.
  - Triple H fue descalificado debido a una interferencia de Christian.
  - Durante la lucha, los Campeones Mundiales en Parejas de la WWE Evolution (Ric Flair & Batista) y Christian interfirieron ayudando a Triple H, mientras que Rey Mysterio, el Campeón de los Estados Unidos de la WWE John Cena y Shawn Michaels ayudaron a Guerrero.
  - Después de la lucha, interfirieron Rob Van Dam, "Stone Cold" Steve Austin y los rosters de ambas marcas.
  - Esta lucha no estaba pactada, pero Paul Heyman la pactó entre el luchador que fuera transferido a SmackDown! y Guerrero.

## Transferencias
| RAW (Eric Bischoff) | SmackDown! (Paul Heyman) |
| ------------------- | ------------------------ |
| Shelton Benjamin    | René Duprée              |
| Nidia               | Mark Jindrak             |
| Rhyno               | Triple H                 |
| Tajiri              | Rob Van Dam              |
| Edge                | Theodore Long            |
| Paul Heyman         | Spike Dudley             |

- Edge que fue transferido a RAW mientras estaba lesionado, hizo su regreso esa misma noche.
- Paul Heyman renunció como gerente general de SmackDown!, después de que fue transferido a RAW. Kurt Angle se convirtió en su reemplazante en el cargo de gerente general de SmackDown!.

## Post-Draft
| RAW (Eric Bischoff) | SmackDown! (Kurt Angle) |
| ------------------- | ----------------------- |
| Chuck Palumbo       | Rico                    |
| A-Train             | Miss Jackie             |
| Triple H            | Booker T                |
|                     | Bubba Ray Dudley        |
|                     | D-Von Dudley            |

## Campeonatos

### RAW
- Campeonato Mundial Peso Pesado de la WWE.
- Campeonato Intercontinental de la WWE.
- Campeonato Mundial en Parejas de la WWE.

### SmackDown!
- Campeonato de la WWE.
- Campeonato de los Estados Unidos de la WWE.
- Campeonato Peso Crucero de la WWE.
- Campeonato en Parejas de la WWE.

### RAW y SmackDown!
- Campeonato de Mujeres de la WWE.
  - Aunque las campeonas siempre eran de RAW, técnicamente el campeonato siempre estuvo disponible para ambas marcas.